# Cypripedium kentuckiense
Cypripedium é uma espécie de orquídea terrestre, família Orchidaceae, que habita o centro-sul dos Estados Unidos da América.